# Гудовка (Погарский район)
Гудовка — село в Погарском районе Брянской области России. Входит в состав Кистерского сельского поселения.

## География
Село находится в южной части Брянской области, в зоне хвойно-широколиственных лесов, на берегах реки Вары, при автодороге 15Н-1918, на расстоянии примерно 19 километров (по прямой) к юго-западу от посёлка городского типа Погар, административного центра района. Абсолютная высота — 154 метра над уровнем моря.

### Климат
Климат характеризуется как умеренно континентальный, с тёплым летом и умеренно холодной зимой. Средняя температура воздуха самого тёплого месяца (июля) — 18,2 °C (абсолютный максимум — 36 °C); самого холодного (января) — −8,2 °C (абсолютный минимум — −37 °C). Среднегодовое количество атмосферных осадков составляет 549—641 мм, из которых большая часть выпадает в тёплый период. Снежный покров держится в течение 115—125 дней. В тёплый период (апрель-сентябрь) преобладают ветры северо-западных, северо-восточных и западных направлений, а в холодный период (октябрь-март) — юго-западных, южных и западных.

### Часовой пояс
Село Гудовка, как и вся Брянская область, находится в часовой зоне МСК (московское время). Смещение применяемого времени относительно UTC составляет +3:00.

## История
История села началась с 1669 г., когда стародубский полковник Петр Рославец разрешил кистерскому казаку Фоме Гуду построить водяную мельницу на р. Варе у подножия Кулинина Городища. Через три года, в 1672 г. с позволения гремячского владельца — нежинского полковника Ф.И.Уманца, около мельницы стал “осаживать” слободу отец Фомы — Мирон Гуд. Однако, уже в 1680 г. гетман Иван Самойлович отобрал село у Мирона и передал своему сыну Семену, оставив за Гудами лишь мельницу. После смерти Семена Самойловича в 1685 г., село унаследовала его вдова Мария Федоровна Сулима, которая владела Гудовкой до низложения своего свекра — гетмана И.Самойловича в 1687 г., после чего постриглась в монахини построенного ею же Печеникского Успенского монастыря. С 1690-х гг., по универсалу гетмана И.Мазепы, село было пожаловано брату Марии — Ивану Федоровичу Сулиме, отнявшему у Фомы Гуда и мельницу. Впоследствии, И.Ф.Сулима передал Гудовку сыну Степану, владевшему в 1723 г. 34 дворами крестьян и 13 хатами бобылей. Впоследствии, половина села отошла к сыну Степана — Алексею, а другая половина — в “пожизненное” владение вдовы брата Ивана — Ирины.
В 1750 г. императрица Елизавета Петровна пожаловала гетману Кириллу Разумовскому Шептаковскую волость, в состав которой была включена и Гудовка. Сулимы стали судиться и после долгого процесса возвратили село в свое владение.
Алексей Степанович Сулима умер в 1783 г. в Гудовке, передав ее по наследству своим сыновьям, от которых село по сделке перешло к другим хозяевам. В 1811 г. Гудовка принадлежала уже поручику Ивану Ивановичу Песоцкому, а по его смерти — дочери Александре Ивановне (в замужестве Летковской).
С родом Сулим связана  постройка в 1781 г. деревянной Покровской церкви, перестроенной в 1867 г. В 60-х гг. 19 века священником в церкви числился Артамон Полуянов. В 1892 г. в Гудовке открылась церковно-приходская школа, в которой обучалось 20 детей.
Со второй половины 19 века село вошло в состав Кистерской волости.
С середины 17 века до начала 1780-х гг. Гудовка формировалась как крестьянское село, в котором значился лишь один казацкий двор. С начала 19 века количество казаков с селе значительно увеличилось.  В целом, на протяжении 18 — 19 вв. население Гудовки динамично возрастало: с 48 дворов в начале 18 века до 100 дворов (686 чел.) в конце 19 века.
С 1782 относилось к Погарскому уезду;
с 1797 по 1929 в Стародубском уезде (с 1861 - в составе Кистерской вол.); 
в 1929-1932 и 1939-1957 входило в состав Понуровского (Воронокского) района.
С 1919 до 1962 - центр Гудовского сельского совета.
В 1976 к селу присоединен п.Радин.

## Население
| 2010 | 2013 |
| ---- | ---- |
| 108  | ↘95  |

### Национальный состав
Согласно результатам переписи 2002 года, в национальной структуре населения русские составляли 96 % из 150 чел.